# Belém do Brejo do Cruz
Belém do Brejo do Cruz è un comune del Brasile nello Stato del Paraíba, parte della mesoregione del Sertão Paraibano e della microregione di Catolé do Rocha.